# Romitia patellaris
Romitia patellaris là một loài nhện trong họ Salticidae.
Loài này thuộc chi Romitia. Romitia patellaris được María Elena Galiano miêu tả năm 1995.